# خدیجه اصلان
خدیجه اصلان (ترکی استانبولی: Hatice Aslan؛ زادهٔ ۲۰ فوریهٔ ۱۹۶۲) هنرپیشه اهل ترکیه است.
از فیلم‌ها یا برنامه‌های تلویزیونی که وی در آن نقش داشته‌است می‌توان به سه میمون، رشک و کلاغ اشاره کرد.